# Мёнезе (коммуна)
Мёнезе (нем. Möhnesee) — община в Германии, в земле Северный Рейн-Вестфалия.
Подчиняется административному округу Арнсберг. Входит в состав района Зост. Население составляет 11 393 человека (на 31 декабря 2010 года). Занимает площадь 123,38 км².
Коммуна подразделяется на 18 сельских округов.

## Население
| Год  | Население |
| ---- | --------- |
| 1995 | 9 903     |
| 2000 | 10 916    |
| 2005 | 11 385    |
| 2010 | 11 486    |

## Известные уроженцы, жители
Шульте-Дрюггелте, Бернард (род. 1951) — немецкий политик, избирался в Бундестаг.

## Фотографии

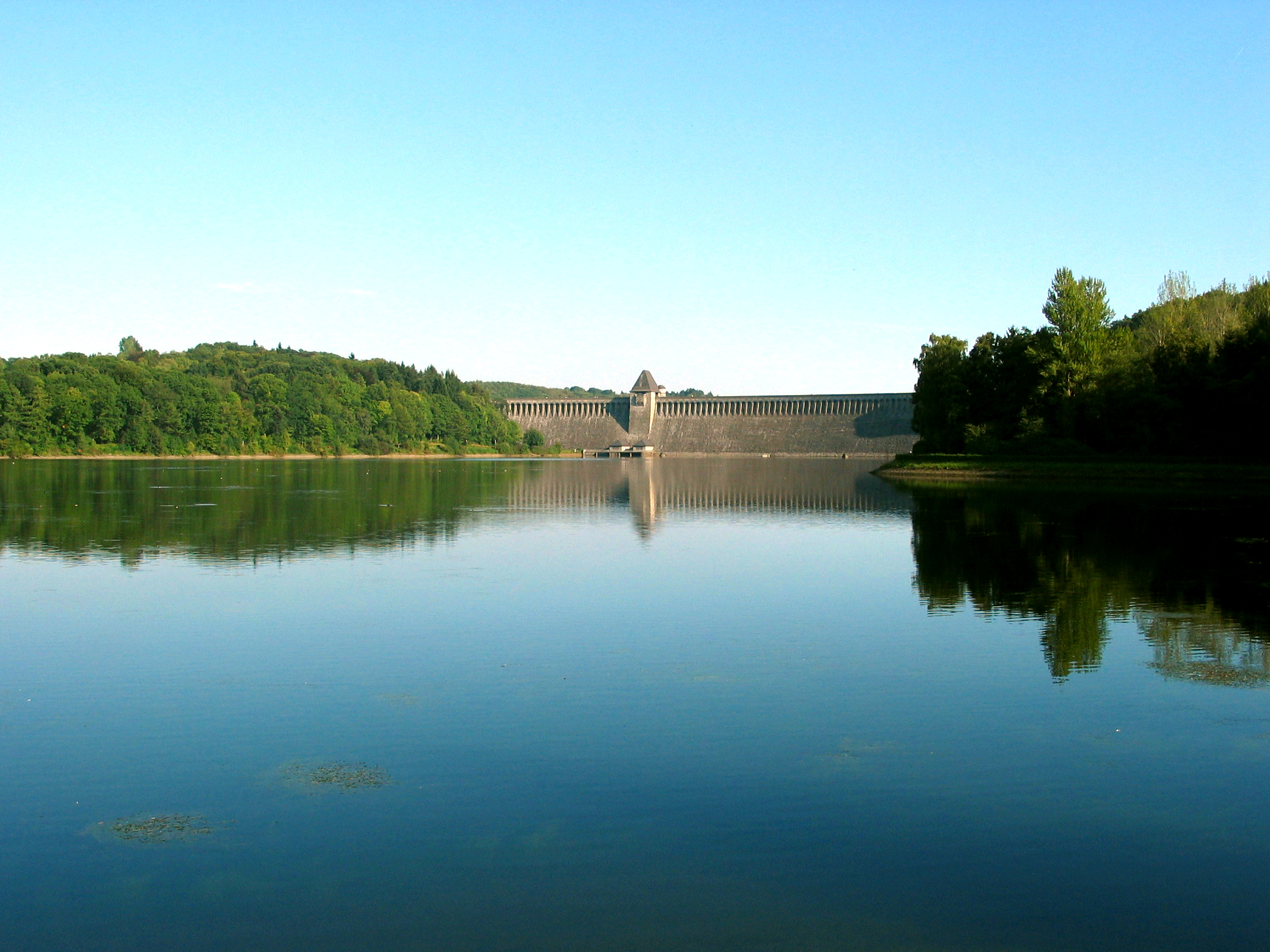
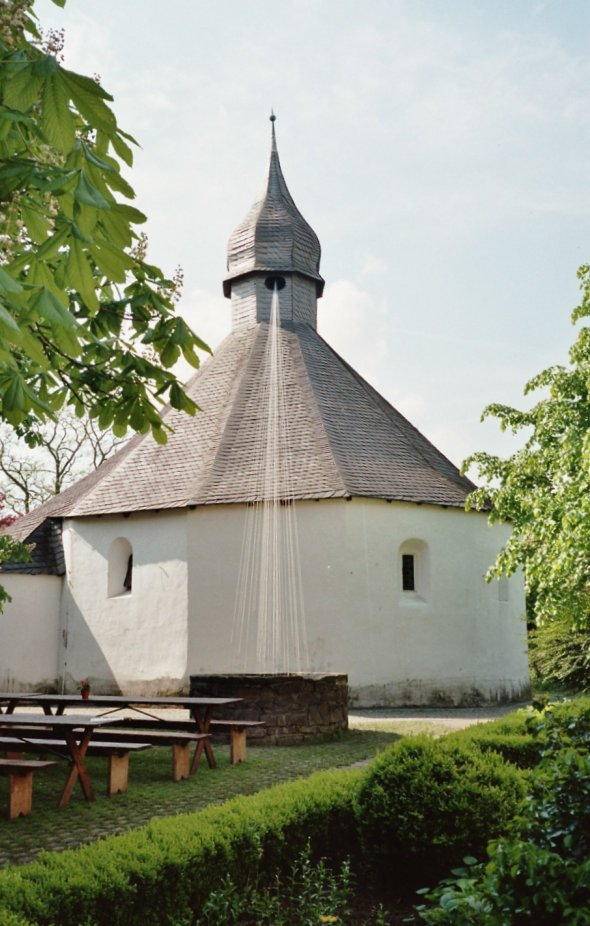
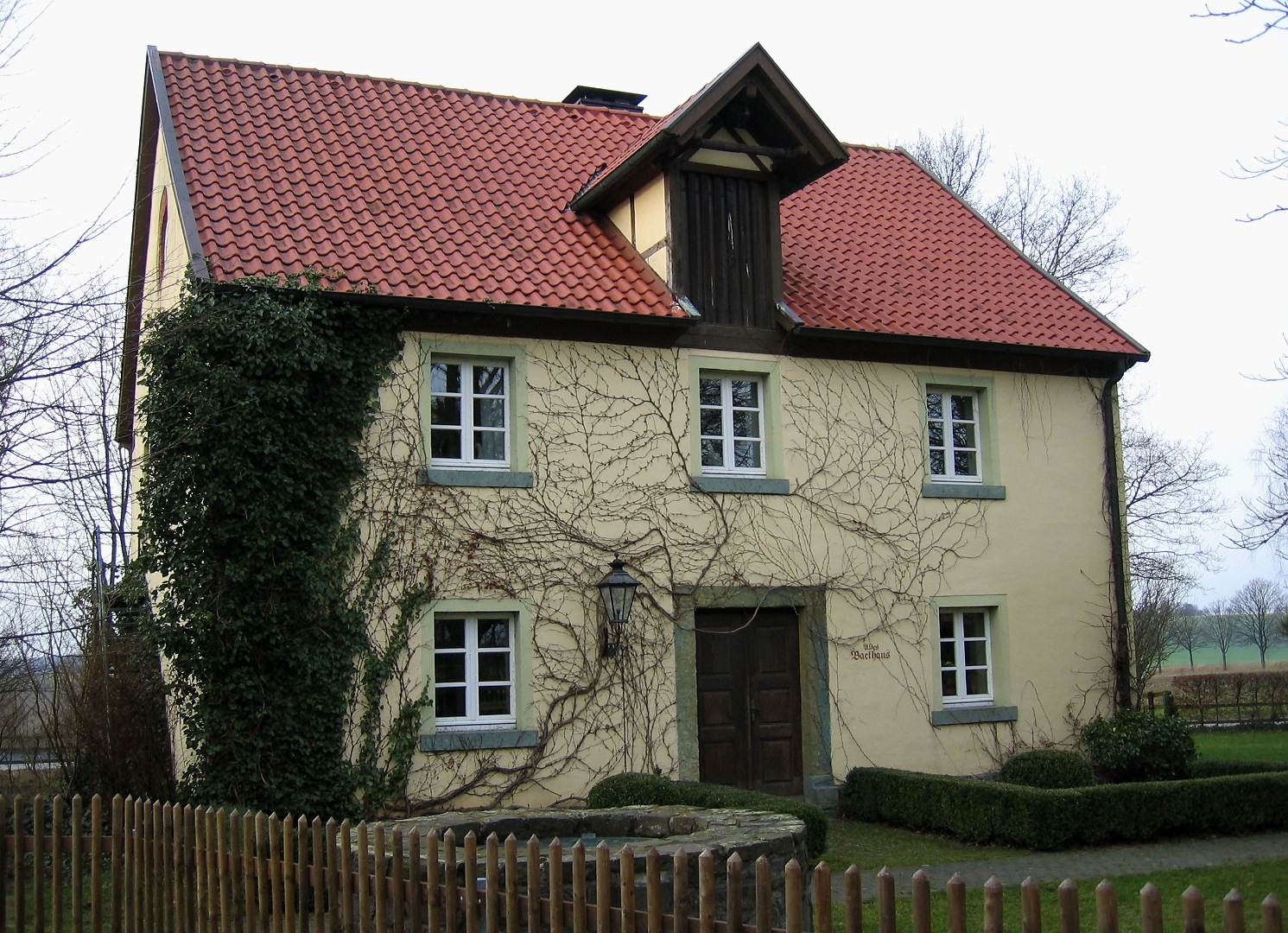